# Wind River
Wind River es una película estadounidense de suspense de 2017, escrita y dirigida por Taylor Sheridan en su debut como director. Está protagonizada por Jeremy Renner y Elizabeth Olsen. Su estreno se produjo en el Festival de Cine de Sundance.
En noviembre de 2022, Kari Skogland firmó para dirigir una secuela titulada Wind River: The Next Chapter (2025), a partir de un guion de Patrick Massett y John Zinman, y protagonizada por Martin Sensmeier.

## Argumento
Es invierno en la Reserva Indígena Wind River en Wyoming (Estados Unidos), cuando Cory Lambert, un agente del Servicio de Pesca y Vida Silvestre, descubre el cuerpo congelado de una joven nativa, Natalie Hanson, de 18 años, sin zapatos ni ropa de invierno y con la ingle manchada de sangre. Una novata agente del FBI, Jane Banner, llega para determinar si se ha cometido un asesinato. Al día siguiente, Jane descubre por el padre de Natalie que su hija estaba saliendo con un nuevo novio, pero no sabe el nombre ni el paradero del hombre. La autopsia devuelve hallazgos de trauma cerrado y violencia sexual, y confirma la deducción de Cory de que la adolescente había muerto por exposición, específicamente hemorragia pulmonar causada por inhalación rápida de aire bajo cero. Sin embargo, el médico forense no puede certificar que la víctima fuera asesinada, lo que impide que Jane pueda llamar a una unidad de investigación adicional del FBI.
Al día siguiente, se descubre otro cuerpo, de sexo masculino, desnudo y muy deteriorado por los animales salvajes. Cory luego se entera de que el novio de Natalie se llama Matt y trabaja de seguridad en una plataforma de perforación petrolera. Le dicen a Jane que el cuerpo masculino ha sido identificado como Matt Rayburn, un guardia de seguridad de la plataforma de perforación. Cory le habla a Jane sobre la muerte de su hija tres años antes, cuyo cuerpo fue descubierto, después de una fiesta en su casa, mientras él y su esposa habían estado fuera de la ciudad.
Jane, acompañada por el Sheriff Ben y oficiales adicionales, visitan la zona de la plataforma de perforación, donde se encuentran con varios guardias de seguridad, quienes le dicen que no han visto a Matt desde que se fue hace unos días, después de una discusión con Natalie. También que se enteraron del hallazgo del cadáver de Natalie a través de los canales de las fuerzas del orden, pero la agente Jane les dice que nunca se mencionó el nombre de la víctima. Mientras el grupo de oficiales de Jane es conducido hacia los dormitorios portátiles de la tripulación de perforación, Cory ha vuelto sobre las pistas hasta el cadáver de Matt y descubre que estas conducen directamente al campo de perforación. Cory intenta advertir a Ben por radio. Uno de los oficiales visitantes nota que los guardias de seguridad comenzaron a rodear a Jane y su equipo. La confrontación rápidamente se convierte en un enfrentamiento armado mientras discuten sobre quién tiene jurisdicción, lo que Jane finalmente desactiva al afirmar la autoridad federal sobre los demás. Jane insiste en que quiere ver dónde se ha estado encerrando Matt y reanudan su aproximación al tráiler.
Un flashback muestra a Natalie abrazándose con Matt y terminan acostados en la cama de él. Los compañeros del equipo de seguridad de Matt los interrumpen y entran al remolque después de una noche de consumo excesivo de alcohol. Pete, uno de los guardias de seguridad particularmente agresivo y vulgar, se burla de ellos y luego ataca sexualmente a Natalie, lo que provoca una respuesta violenta de Matt. Los guardias toman represalias golpeando a Matt, dejándolo inconsciente y violando a Natalie. Cuando Matt vuelve en sí intenta luchar, pero el grupo lo golpea hasta la muerte, dándole a Natalie la oportunidad de escapar del remolque enfrentándose descalza y semidesnuda al mortal clima de la región, logra avanzar 10 kilómetros en medio de una tormenta de nieve, pero fallece al respirar el aire congelado a más de 20 grados bajo cero.
En el presente, Jane prueba la puerta del remolque de Matt, pero es alcanzada por un disparo de escopeta a través de la puerta de Pete, luego de que un guardia de seguridad le avisa que un agente del FBI está de pie frente a la puerta. Se produce un tiroteo en el que a Jane le disparan en el cuello y matan a los otros oficiales, incluido Ben. A medida que los guardias de seguridad supervivientes se reagrupan, se preparan para ejecutar a Jane y ocultar todos los cabos sueltos. Cory, camuflado en una colina cercana, abre fuego con su rifle de caza, matando a todos los guardias restantes excepto a Pete, quien huye a pie. Cory atrapa a Pete y lo ata en la cima de una montaña, forzándolo a confesar. Cory le ofrece la misma oportunidad que tuvo Natalie, una escapada descalza hacia un camino distante con ropas no aptas para el invierno. Pete corre por su vida, pero tropieza con la nieve solo unas pocas decenas de metros antes de que sus pulmones se rompan y muera por la misma hemorragia pulmonar que mató a Natalie Hanson.
Cory visita a Jane en el hospital y alaba su dureza. Luego, visita a Martin, encontrándolo fuera de su casa con su pintura de "cara de muerte". Él le dice a Martin que el caso está cerrado y que el hombre responsable de la muerte de Natalie terminó su vida llorando y gimiendo. Se sientan juntos compartiendo el dolor por las muertes de sus hijas.
La película termina señalando que las estadísticas de las personas desaparecidas se mantienen para cada grupo demográfico, excepto para las mujeres nativas americanas, cuyo número sigue siendo desconocido.

## Reparto
- Jeremy Renner como Cory Lambert.
- Elizabeth Olsen como Jane Banner.
- Jon Bernthal como Matt Rayburn.
- Kelsey Asbille como Natalie Hanson.
- Julia Jones como Wilma Lambert.
- Gil Birmingham como Martin Hanson.
- Martin Sensmeier como Chip Hanson.
- Eric Lange como Dr. Whitehurst
- James Jordan como Pete Mickens.
- Ian Bohen como Evan.
- Hugh Dillon como Curtis.
- Graham Greene como Ben.

## Estreno
The Weinstein Company adquirió los derechos de distribución el 13 de mayo de 2016 durante el Festival de Cine de Cannes. En enero de 2017 se anunció que la compañía ya no distribuiría la película. Sin embargo, el acuerdo de distribución se pudo finalizar.